# Campeonato da Europa de Atletismo de 2018 - Arremesso de peso masculino
A prova do arremesso de peso masculino do Campeonato da Europa de Atletismo de 2018 foi disputada entre os dias  6 e 7 de agosto de 2018 no Estádio Olímpico de Berlim em Berlim,  na Alemanha. As provas de qualificação ocorreram na Breitscheidplatz. 

## Recordes
Antes desta competição, os recordes mundiais e do campeonato nesta prova eram os seguintes:
|                       | Nome           | Nacionalidade     | Distância | Local     | Data                 |
| --------------------- | -------------- | ----------------- | --------- | --------- | -------------------- |
| Recorde mundial       | Randy Barnes   | Estados Unidos    | 23m 12cm  | Westwood  | 20 de maio de 1990   |
| Recorde do campeonato | Werner Günthör | Suíça             | 22m 22cm  | Estugarda | 28 de agosto de 1986 |
| Recorde europeu       | Ulf Timmermann | Alemanha Oriental | 23m 06cm  | Chania    | 22 de maio de 1988   |

## Medalhistas
| Ouro                 | Prata                   | Bronze            |
| Michał Haratyk (POL) | Konrad Bukowiecki (POL) | David Storl (GER) |

## Cronograma
Todos os horários são locais (UTC+2).
| Data        | Hora  | Evento       |
| ----------- | ----- | ------------ |
| 6 de agosto | 17:35 | Qualificação |
| 7 de agosto | 20:33 | Final        |

## Resultados

### Qualificação
Qualificação: Desempenho de 20.40 m (Q) ou os 12 melhores qualificados (q). 
| Posição | Grupo | Atleta             | Nacionalidade               | #1    | #2    | #3    | Resultado | Notas                |
| ------- | ----- | ------------------ | --------------------------- | ----- | ----- | ----- | --------- | -------------------- |
| 1       | B     | David Storl        | Alemanha                    | 20.63 |       |       | 20.63     | Q                    |
| 2       | B     | Stipe Žunić        | Croácia                     | 20.61 |       |       | 20.61     | Q                    |
| 3       | B     | Michał Haratyk     | Polónia                     | 20.59 |       |       | 20.59     | Q                    |
| 4       | B     | Aleksandr Lesnoy   | Atletas Neutros Autorizados | 19.36 | 20.47 |       | 20.47     | Q                    |
| 5       | A     | Maksim Afonin      | Atletas Neutros Autorizados | 20.04 | 20.33 | 20.15 | 20.33     | q                    |
| 6       | B     | Nicholas Scarvelis | Grécia                      | 19.91 | 19.73 | 20.24 | 20.24     | q,                   |
| 7       | A     | Mesud Pezer        | Bósnia e Herzegovina        | 19.57 | 19.96 | 20.16 | 20.16     | q                    |
| 8       | A     | Aliaksei Nichypar  | Bielorrússia                | 19.97 | x     | 19.90 | 19.97     | q                    |
| 9       | B     | Tsanko Arnaudov    | Portugal                    | 18.96 | 19.89 | x     | 19.89     | q                    |
| 10      | A     | Konrad Bukowiecki  | Polónia                     | 17.73 | 19.89 | x     | 19.89     | q                    |
| 11      | B     | Tomáš Staněk       | Chéquia                     | x     | 19.77 | 19.76 | 19.77     | q                    |
| 12      | A     | Bob Bertemes       | Luxemburgo                  | 19.70 | 19.64 | x     | 19.70     | q                    |
| 13      | A     | Jakub Szyszkowski  | Polónia                     | 19.05 | 19.24 | 19.67 | 19.67     |                      |
| 14      | A     | Francisco Belo     | Portugal                    | 18.83 | 19.66 | x     | 19.66     |                      |
| 15      | A     | Ihor Musiyenko     | Ucrânia                     | 18.65 | 18.59 | 19.61 | 19.61     |                      |
| 16      | B     | Marcus Thomsen     | Noruega                     | 19.44 | 19.59 | 19.58 | 19.59     |                      |
| 17      | A     | Frederic Dagee     | França                      | x     | 19.56 | 19.55 | 19.56     |                      |
| 18      | A     | Carlos Tobalina    | Espanha                     | 18.50 | 18.77 | 19.41 | 19.41     |                      |
| 19      | B     | Georgi Ivanov      | Bulgária                    | 17.79 | 19.40 | 19.09 | 19.40     | Recorde da temporada |
| 20      | B     | Hamza Alić         | Bósnia e Herzegovina        | 19.30 | 19.34 | x     | 19.34     |                      |
| 21      | A     | Tomaš Đurović      | Montenegro                  | 18.96 | 18.92 | 19.33 | 19.33     |                      |
| 22      | A     | Filip Mihaljević   | Croácia                     | x     | 19.32 | x     | 19.32     |                      |
| 23      | B     | Andrei Gag         | Roménia                     | 19.26 | x     | 18.47 | 19.26     |                      |
| 24      | B     | Giorgi Mujaridze   | Geórgia                     | 19.18 | x     | x     | 19.18     |                      |
| 25      | B     | Blaž Zupančič      | Eslovênia                   | 18.65 | x     | 18.83 | 18.83     |                      |
| 26      | A     | Osman Can Özdeveci | Turquia                     | 18.22 | 18.60 | 18.77 | 18.77     |                      |
| 27      | A     | Kemal Mešić        | Bósnia e Herzegovina        | x     | x     | 18.70 | 18.70     |                      |
| 28      | B     | Arttu Kangas       | Finlândia                   | x     | x     | 18.17 | 18.17     |                      |
| 29      | A     | Leonardo Fabbri    | Itália                      | 18.04 | x     | x     | 18.04     |                      |
| 30      | B     | Asmir Kolašinac    | Sérvia                      | x     | x     | x     | NM        |                      |

### Final
| Posição           | Atleta             | Nacionalidade               | #1    | #2    | #3    | #4    | #5    | #6    | Resultado | Notas            |
| ----------------- | ------------------ | --------------------------- | ----- | ----- | ----- | ----- | ----- | ----- | --------- | ---------------- |
| Medalha de ouro   | Michał Haratyk     | Polónia                     | 20.94 | 21.72 | x     | 21.50 | x     | 21.66 | 21.72     |                  |
| Medalha de prata  | Konrad Bukowiecki  | Polónia                     | 20.01 | 21.66 | 20.96 | x     | x     | 20.84 | 21.66     | NU23R            |
| Medalha de bronze | David Storl        | Alemanha                    | 21.41 | x     | x     | 21.34 | x     | x     | 21.41     |                  |
| 4                 | Tomáš Staněk       | Chéquia                     | 20.56 | 21.16 | x     | x     | x     | 21.15 | 21.16     |                  |
| 5                 | Aleksandr Lesnoy   | Atletas Neutros Autorizados | 20.10 | x     | 20.38 | 20.57 | 21.04 | 20.80 | 21.04     |                  |
| 6                 | Bob Bertemes       | Luxemburgo                  | 20.55 | 21.00 | 19.82 | 20.07 | x     | 19.81 | 21.00     | Recorde nacional |
| 7                 | Stipe Žunić        | Croácia                     | 20.24 | 20.73 | x     | x     | x     | x     | 20.73     |                  |
| 8                 | Maksim Afonin      | Atletas Neutros Autorizados | x     | 19.59 | 20.38 | 20.68 | 20.06 | x     | 20.68     |                  |
| 9                 | Tsanko Arnaudov    | Portugal                    | 19.93 | 20.05 | 20.33 |       |       |       | 20.33     |                  |
| 10                | Aliaksei Nichypar  | Bielorrússia                | 19.35 | 19.98 | 20.27 |       |       |       | 20.27     |                  |
| 11                | Nicholas Scarvelis | Grécia                      | 19.63 | 20.11 | x     |       |       |       | 20.11     |                  |
| 12                | Mesud Pezer        | Bósnia e Herzegovina        | 19.91 | x     | 19.80 |       |       |       | 19.91     |                  |

Legenda
| Recorde mundial       | Recorde mundial (World record)               |                       | Recorde africano                      | Recorde africano (African) |                                           | Q | Classificado por posição (Qualified) |
| Recorde do campeonato | Recorde do campeonato (Championship record)  | Recorde da América    | Recorde da América (Americas)         | q                          | Classificado por melhor tempo (Qualified) |   |                                      |
| Melhor marca do ano   | Melhor marca do ano (World leading)          | Recorde asiático      | Recorde asiático (Asian)              | DNS                        | Não largou (Did not start)                |   |                                      |
| Recorde nacional      | Recorde nacional (National record)           | Recorde europeu       | Recorde europeu (European)            | DNF                        | Não terminou (Did not finish)             |   |                                      |
| Recorde pessoal       | Recorde pessoal do atleta (Personal best)    | Recorde da Oceania    | Recorde da Oceania (Oceania)          | DSQ / DQ                   | Desclassificado (Disqualified)            |   |                                      |
| Recorde da temporada  | Recorde da temporada do atleta (Season best) | Recorde sul-americano | Recorde sul-americano (South America) | NM                         | Sem marca (No mark)                       |   |                                      |